# Jimmy Martin
Pour les articles homonymes, voir Martin (patronyme).
James H. Martin, dit Jimmy Martin, né le 10 août 1927 à Sneedville (Tennessee) et mort le 14 mai 2005 à Nashville, est un musicien américain, chanteur et guitariste de bluegrass. Il est connu sous le surnom de « Roi du bluegrass » (King of Bluegrass).

## Biographie
Il rejoint en 1949 le groupe de Bill Monroe, les Blue Grass Boys, comme chanteur et guitariste en remplacement de Mac Wiseman. Il s'associe aussi ponctuellement aux Osborne Brothers ; puis il entame une brillante carrière plus personnelle à partir de 1955 avec son propre groupe, The Sunny Mountain Boys.